# Alfred Vansina
Alfred Vansina (Kessel-Lo, 9 juli 1926 – aldaar, 3 april 2018) was een Belgisch christendemocratisch politicus voor de CVP. 

## Levensloop
Vansina, van opleiding technisch ingenieur, was lange tijd leraar, voordat hij voltijds politicus werd. Hij gaf onder andere les aan de Groep T Hogeschool en de Industriële Hogeschool te Leuven. Ook was hij van 1952 tot 1970 was hij raadgevend ingenieur bij de Katholieke Universiteit Leuven.
In 1956 werd hij lid van de Commissie van Openbare Onderstand (COO) van zijn geboortedorp, waarvan hij in 1959 voorzitter werd. In 1965 trad hij er toe tot de gemeenteraad en werd er onmiddellijk aangesteld als eerste schepen met de bevoegdheden Openbare Werken en Ruimtelijke Ordening. Na de fusie van 1977 trad hij toe de gemeenteraad van Leuven en werd hij er aangesteld als burgemeester. Onder zijn bestuur werd de Grote Markt verkeersvrij gemaakt en werd de ondergrondse Ladeuzeparking en het Dijlepark aangelegd. Ook werd de restauratie van de Sint-Pieterskerk aangevat en vond de verzusteringen met het Nederlandse 's-Hertogenbosch, het Franse Rennes, het Poolse Krakau en het Duitse Lüdenscheid plaats. Eveneens tijdens zijn bestuur vond in 1985 het bezoek van paus Johannes Paulus II aan Leuven plaats. Daarnaast zetelde hij in de Brabantse en vervolgens Vlaams-Brabantse provincieraad. Daarvan was hij van 1971 tot 1994 ondervoorzitter, van 1981 tot 1994 CVP-fractievoorzitter en van 1994 tot 1999 voorzitter.
Vansina was gehuwd en had vier kinderen. Hij overleed in 2018 op 91-jarige leeftijd. Zijn afscheidplechtigdheid vond plaats in de Abdijkerk van Vlierbeek. Zijn laatste rustplaats kreeg hij op het kerkhof van de Abdij van Vlierbeek. In het Leuvense stadhuis bevindt zich zijn staatsieportret dat vervaardigd werd door Geroen De Bruycker. Zijn zoon Dirk is eveneens politiek actief.